# Puducherry Makkal Congress
Puducherry Makkal Congress (Puducherrys Folkkongress) var ett politiskt parti i det indiska unionsterritoriet Puducherry. 
PMC bildades som en utbrytning ur Tamil Maanila Congress. PMC:s ledare var P.Kannan. I valet i Puducherry 2001 vann PMC fyra mandat i terriorialförsamlingen (av totalt 30). Fram till 2001 stödde PMC National Democratic Alliance, men gick sen över till att stödja Kongresspartiet. I augusti 2002 gick PMC samman med Kongresspartiet. P. Kannan lämnade dock Kongresspartiet inför valet till Lok Sabha 2004, efter att Democratic Progressive Alliance hade tilldelat Puducherrymandatet till Dravida Munnetra Kazhagam istället för Kongresspartiet.